# Martin Fincke
Martin Fincke (* 30. Oktober 1937 in Frankfurt am Main) ist ein deutscher Rechtswissenschaftler.

## Leben
Matin Fincke besuchte von 1943 bis 1947 die Grundschule Aufenau und von 1947 bis 1958 ein Gymnasium in Frankfurt am Main. Von 1958 bis 1963 studierte er Rechtswissenschaften und Politikwissenschaft in Germersheim (Russisch-Studien), Tübingen, Bonn, Frankfurt am Main, München und an der Cornell University (USA). Er hatte Arbeits- und Studienaufenthalte in Israel (Fulbright), Texas und Kanada.
Nach dem ersten juristischen Staatsexamen 1963 war er von 1963 bis 1967 Referent für Sowjetrecht am Münchner Institut für Ostrecht und Assistent am Institut für Strafrecht der Universität. Nach der Promotion 1965 beim Strafrechtslehrer Reinhart Maurach, dem zweiten juristischen Staatsexamen 1967 und der Habilitation 1974 an der Münchner Juristischen Fakultät für Strafrecht, Strafprozeßrecht und Ostrecht wurde er 1976 zum Wissenschaftlichen Rat und Professor an die Universität Bielefeld berufen. Von 1974 bis 1978 vertrat er Lehrstühle in Berlin, Regensburg und Bielefeld. 1978 erfolgte die Ernennung zum Professor an der Universität Passau. 2006 wurde er emeritiert.

## Schriften (Auswahl)
- Arzneimittelprüfung, strafbare Versuchsmethoden. „Erlaubtes“ Risiko bei eingeplantem fatalen Ausgang. Heidelberg 1977, ISBN 3-8114-0577-2.
- als Herausgeber: Handbuch der Sowjetverfassung. Berlin 1983, ISBN 3-428-05273-0.